# さくら (福島市)
さくらは、福島県福島市の町丁である。郵便番号は960-2101。

## 地理
福島市南西部の西地域に属し、地区内中部に位置する。南で荒井北と隣接し、残りは上名倉に囲まれており、南西角で荒井と接する。2007年に上名倉・荒井土地区画整理事業の完了に伴い、南側の荒井北とともに荒井、上名倉から地名、地番変更が行われ設置された。東から順に一丁目から三丁目まで設置されている。国道115号荒井バイパス北側沿線であり、工場や物流倉庫などの大型施設が立地する。上町に所在する福島警察署及び上鳥渡に所在する福島南消防署信夫分署がそれぞれ管轄にあたる。

## 歴史
- 2007年（平成19年）11月1日 - 上名倉・荒井土地区画整理事業完成に伴い、荒井、上名倉から対象地域の地名・地番が変更され南側の荒井北とともに設置される。

## 世帯数と人口
2022年（令和4年）3月31日現在の世帯数と人口は以下の通りである。
| 大字   | 世帯数  | 人口  |
| ------ | ------- | ----- |
| さくら | 259世帯 | 683人 |

## 小・中学校の学区
市立小・中学校に通う場合、学区は以下の通りとなる。
| 番地 | 小学校             | 中学校             |
| ---- | ------------------ | ------------------ |
| 全域 | 福島市立佐倉小学校 | 福島市立西信中学校 |

## 交通

### 鉄道
域内に鉄道施設は存在しない。

### 道路
- 国道115号荒井バイパス
- 福島県道5号上名倉飯坂伊達線
- 福島市道70672号佐倉下荒井線（旧国道115号）

### バス
福島交通路線バス
- （福島駅方面） - 佐倉小学校 - （荒井・土湯温泉方面）
  - 土湯
  - 荒井（下り）
  - 佐原
  - 佐原経由四季の里
- （福島駅方面） - 佐倉小学校 - さくら二丁目 - （荒井・土湯温泉方面）
  - 荒井（上り）
  - 南東北病院経由土湯

## 施設
- 福島市道路管理維持課補修センター
- ふくしま未来農業協同組合 福島西支店
- 松月堂 本店
- いちい 本社・物流センター
- UDトラックス 福島カスタマーセンター
- ダイユーエイト 福島上名倉店
- コメリハード＆グリーン 上名倉店